# Alegria (Surigao del Norte)
Alegria is een gemeente in de Filipijnse provincie Surigao del Norte op het eiland Mindanao. Bij de laatste census in 2007 telde de gemeente ruim 13 duizend inwoners.

## Geografie

### Bestuurlijke indeling
Alegria is onderverdeeld in de volgende 12 barangays:
| - Alipao - Anahaw - Budlingin - Camp Eduard - Ferlda - Gamuton | - Julio Ouano - Ombong - Poblacion - Pongtud - San Juan - San Pedro |

## Demografie
Alegria had bij de census van 2007 een inwoneraantal van 13.369 mensen. Dit zijn 446 mensen (3,5%) meer dan bij de vorige census van 2000. De gemiddelde jaarlijkse groei komt daarmee uit op 0,47%, hetgeen lager is dan het landelijk jaarlijks gemiddelde over deze periode (2,04%). Vergeleken met de census van 1995 is het aantal mensen met 1.605 (13,6%) toegenomen.

De bevolkingsdichtheid van Alegria was ten tijde van de laatste census, met 13.369 inwoners op 65,28 km², 180,2 mensen per km².